# Graf Ignatievo
Graf Ignatievo (bulgariska: Граф Игнатиево) är ett distrikt i Bulgarien.   Det ligger i kommunen obsjtina Maritsa och regionen Plovdiv, i den centrala delen av landet, 130 km öster om huvudstaden Sofia.
Trakten runt Graf Ignatievo består till största delen av jordbruksmark. Runt Graf Ignatievo är det ganska tätbefolkat, med 83 invånare per kvadratkilometer.